# Río El Valle
El Río El Valle es segundo río más caudaloso del valle de la ciudad de Caracas, a su vez es el principal afluente del Río Guaire, proveniente de la vertiente sur del valle de Caracas nace en las montañas al Sur Oeste de Caracas en la zona de la cortada del Guayabo cerca del pueblo de San Diego, a una altitud de 1.300 metros. Este Río corre generalmente de sur hacia el Norte en unos 24 kilómetros hasta su confluencia con la Quebrada Turmerito la cual es su principal afluente, en donde emerge de las montañas, continuando su curso hacia el Noreste por unos 10 kilómetros hasta su desembocadura en el Río Guaire, un poco más adelante de la Ciudad Universitaria, antes de la boca de la Quebrada Los García en Bello Monte. El río presenta una variación de pendiente que va desde  50 metros por kilómetro en las cabeceras, hasta 6 metros por kilómetro en la desembocadura. El área de drenaje de la cuenca del Río Valle abarca 110 kilómetros cuadrados. En su trayecto capitalino su curso se halla totalmente embaulado en un cajón de  concreto
Recientemente el tramo comprendido entre los el paseo Los Próceres y la Urbanización Los Chaguaramos fue intervenido para permitir la ampliación de esta parte de la Autopista.￼
Entre otros tributarios del río el valle se hallan por la vertiente oeste la Quebrada Cantarrana, Quebrada San Antonio y Quebrada Turmerito, por la vertiente este recibe las aguas de la Quebrada Tucusiapón, Quebrada Bejarano y Quebrada Piedra Azul.

## Embalse de la Mariposa

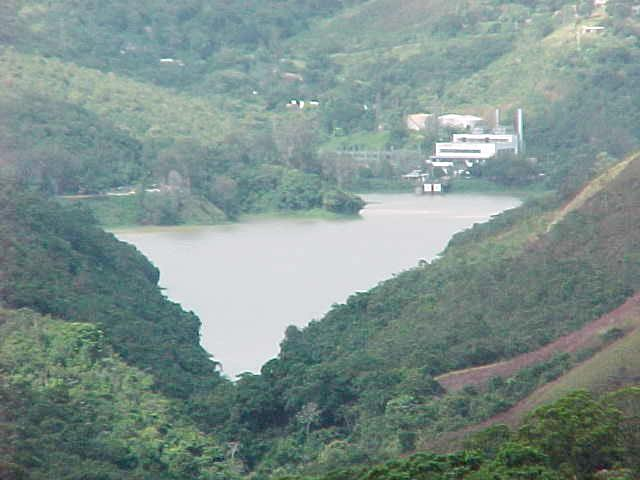
Embalse de La Mariposa visto desde el Parque Vinicio Adames

El Embalse La Mariposa está ubicado en la carretera nacional Las Mayas, a 8 kilómetros de Caracas 10°24′15″N 66°55′30″O / 10.40417, -66.92500, exactamente está localizado en la parte alta de la cuenca del río El Valle, municipio Los Salias, estado Miranda. Este fue construido con el propósito de abastecer de agua a la ciudad de Caracas, su obras se ejecutaron entre los años de 1946  a 1949 sobre el curso del río El Valle, con un área tributaria de 46 kilómetros cuadrados y una capacidad de 8.700.000 metros cúbicos y localizada a una altura 981 m s. n. m. Este embalse producto de las aguas de su propia cuenca recibe unos 400 litros por segundo a partir de 1957 se inició un proceso de alimentación principalmente por las aguas bombeadas del Sistema Tuy I. desde Río Tuy.